# 云贵厚壳树
云贵厚壳树（学名：Ehretia dunniana）为紫草科厚壳树属下的一个种。